# Erannis funebraria
Erannis funebraria är en fjärilsart som beskrevs av Thierry-mieg 1884. Erannis funebraria ingår i släktet Erannis och familjen mätare. Inga underarter finns listade i Catalogue of Life.